# چا مین-کیو
چا مین-کیو (انگلیسی: Cha Min-kyu؛ زادهٔ ۱۶ مارس ۱۹۹۳) اسکیت‌باز سرعت اهل کره جنوبی است.
از افتخارات وی میتوان به کسب مدال نقره در بازی‌های المپیک زمستانی ۲۰۱۸ اشاره کرد.